# Arnold Bernhard
Arnold Bernhard (* 20. Oktober 1886 in Dargun; † nach dem 9. Oktober 1944 im KZ Auschwitz) war ein deutscher Fabrikant und Vorsitzender der Jüdischen Gemeinde in Rostock.

## Leben

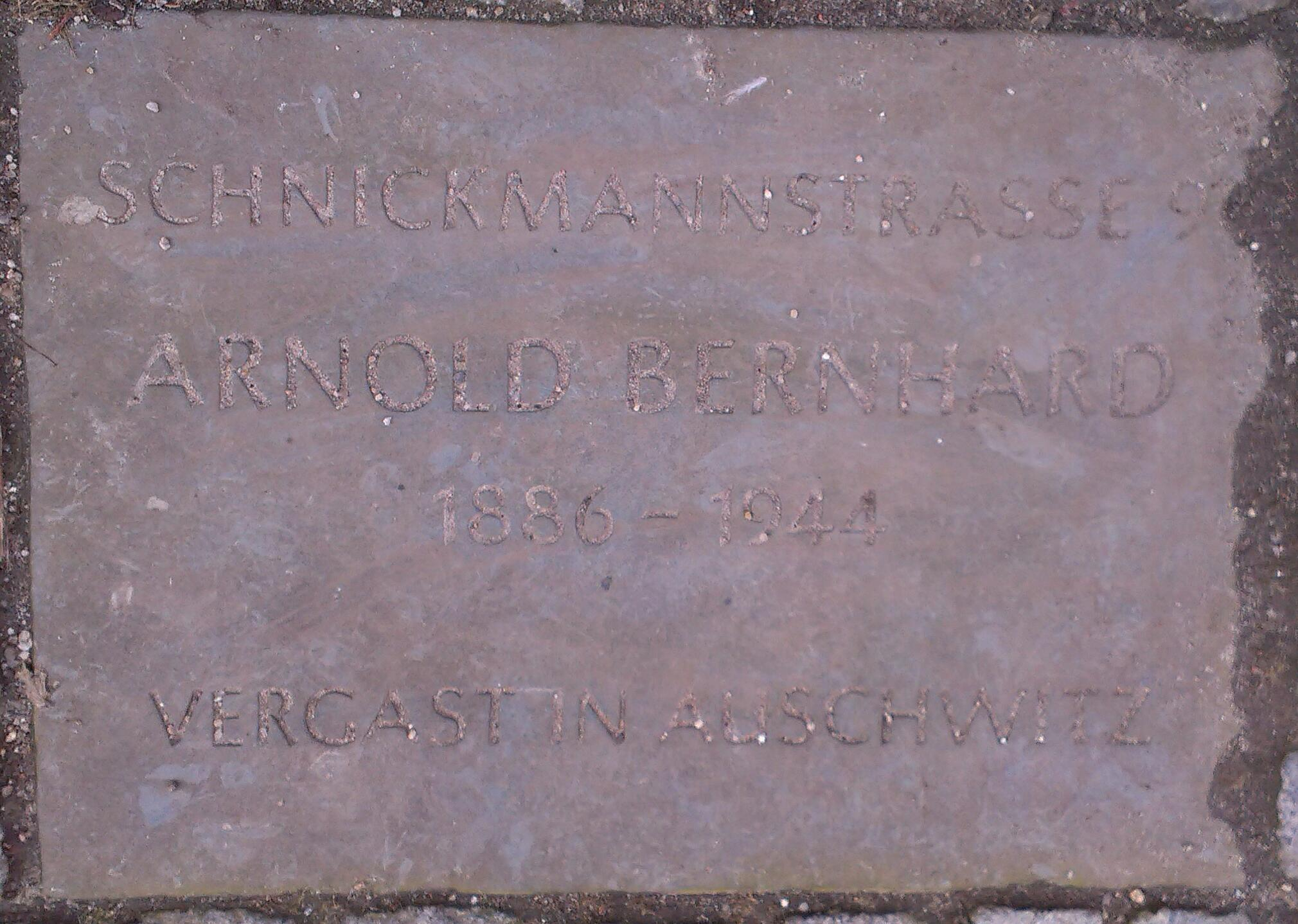
Denkstein in der Schnickmannstraße 9 in Rostock

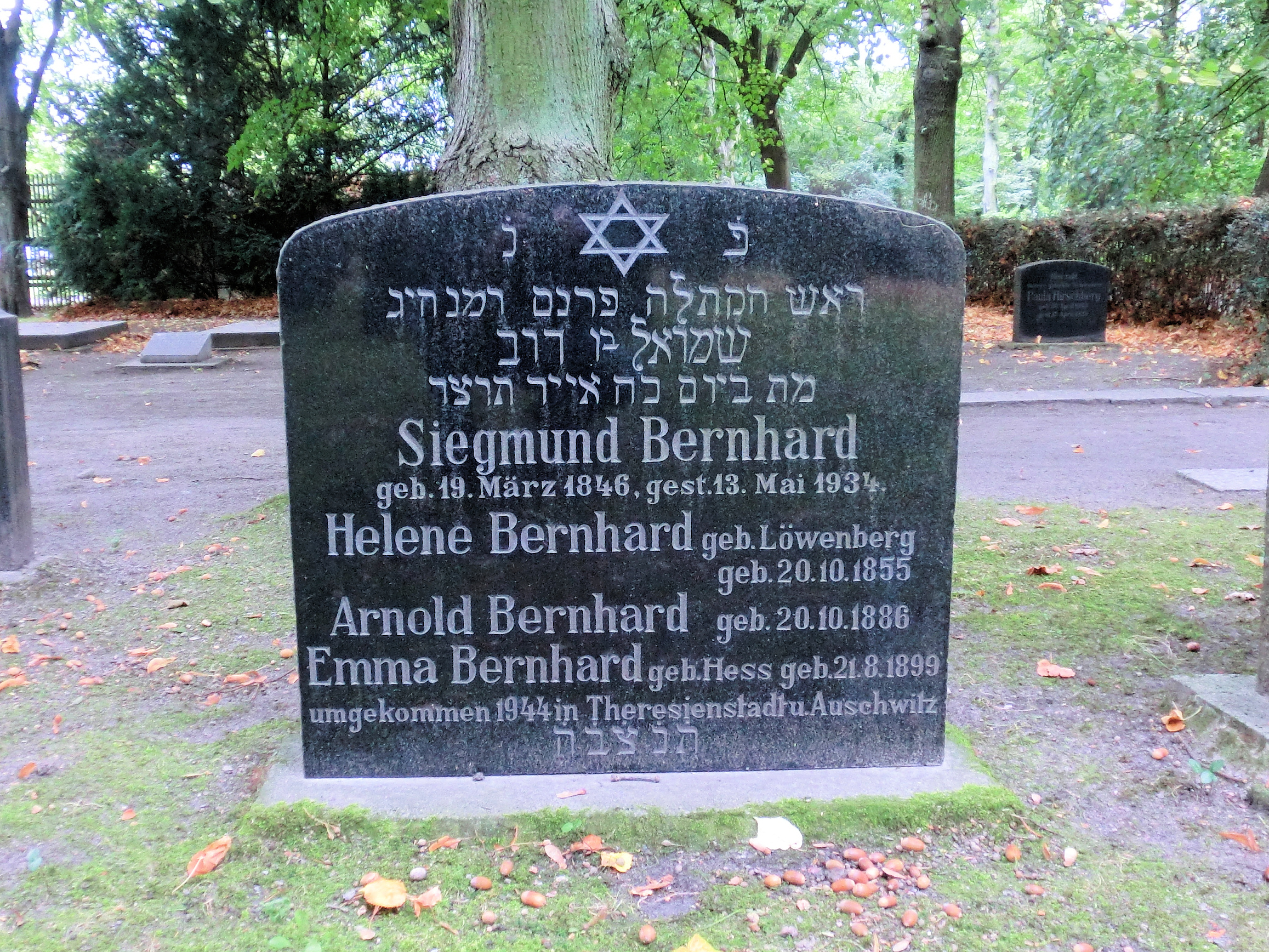
Grabstein Siegmund Bernhards mit Gedenkeintrag zu Arnold Bernhard auf dem Jüdischen Friedhof in Rostock

Arnold Bernhard wurde als jüngster von drei Söhnen des Fabrikanten und Kaufmanns Siegmund Bernhard (1846–1934) und dessen Frau Helene, geborene Löwenberg (1855–1944; Theresienstadt), in Dargun geboren. Sein Vater führte dort die kleine Bürsten- und Bürstenholzfabrik B. J. Bernhard und war Vorsteher der dortigen jüdischen Gemeinde. Als die Familie im Mai 1890 nach Rostock zog, baute der Vater in der Schnickmannstraße 9 und am Warnowufer 6 eine neue Fabrik auf.
Arnold Bernhard nahm am Ersten Weltkrieg vom 13. September 1915 bis zum Dezember 1918 als Sanitätsoffizier an der Westfront teil. Für seinen Einsatz wurde er mit mehreren Orden ausgezeichnet, so mit dem Eisernen Kreuz II. Klasse.
Am 20. Juni 1920 heiratete Arnold Bernhard in Parchim Emma Hess (1899–1944), mit der er zwei Töchter und einen Sohn hatte. Arnold und sein Bruder Otto (1884–1931) traten noch zu Lebzeiten des Vaters in den Familienbetrieb B. J. Bernhard ein und übernahmen dessen Leitung. Die Firma lieferte auch Bürstenhölzer an Max Samuels Emsa-Werke, die 1916 in die Friedrichstraße 28, Rostock, verlegt worden waren. Bis 1930 lebte Bernhard mit Familie in der Rosa-Luxemburg-Straße 15 (damals Kaiser-Wilhelm-Straße) und zog dann ins Elternhaus in der Schnickmannstraße.
Seit 1924 war er Mitglied des Vorstands der Israelitischen Gemeinde zu Rostock, der jüdischen Gemeinde der Hansestadt. In dieser Funktion leistete er nach der „Machtergreifung“ der Nazis 1933 verfolgten Juden wertvolle Hilfe. Ab 1935 unterhielt er dafür in seiner Wohnung ein Büro. Bis 1938 hegte er wahrscheinlich den Plan, wie sein ältester Bruder Paul (1883–1974) selbst ins Exil zu gehen, denn er lernte die englische und spanische Sprache. Als der Vorsitzende der Israelitischen Gemeinde, Max Samuel, im Frühjahr des Jahres seinem Sohn und Schwiegersohn ins englische Exil folgte, übernahm Arnold Bernhard dessen Funktion. Er wurde damit bis 1994 der letzte Vorsteher der Rostocker Gemeinde.
Als am 28. Oktober 1938 in der so genannten Polenaktion Tausende polnischer Juden, die in Deutschland lebten, in das deutsch-polnische Grenzgebiet abgeschoben wurden, begleitete er die aus Rostock abgeschobenen jüdischen Polnischstämmigen und Polen bis zum deutschen Grenzbahnhof in Neu Bentschen. Während der Novemberpogrome 1938 wurde seine Wohnung verwüstet und seine Firma „arisiert“, er selbst wurde verhaftet und in der Landesanstalt Neustrelitz-Strelitz inhaftiert. Während der Novemberpogrome 1938 wurden dort jüdische Mecklenburger in Schutzhaft genommen. Auch Arnold Bernhard wurde später wieder freigelassen. Es gelang seiner Frau und ihm, die Kinder Ursula (1921–2004), Jürgen Jeffrey (1923–2023) und Johanna (1925–2016) im Ausland unterzubringen. Die Jüngste ging 1938 ins Internat Kristinehov in Schweden und von dort später weiter nach Kabri in Israel. Die älteren beiden kamen 1939 mit Kindertransporten nach Britannien. Die Älteste kehrte 1946 mit Mann und Tochter nach Deutschland zurück. Bei der so genannten Polenaktion Am 10. Juli 1942 konnte er die erste Deportation mecklenburgischer Juden ins deutsch besetzte Polen bis nach Ludwigslust begleiten.
Arnold Bernhard wurde zusammen mit seiner Frau, seiner Mutter und der Pflegetochter Hanna Levy (1925–1944) am 23. Juni 1943 in das Ghetto Theresienstadt deportiert, wo seine Mutter an Unterernährung starb. Er selbst wurde am 9. Oktober 1944 in das KZ Auschwitz-Birkenau deportiert und ermordet.

## Ehrungen
Seit 2001 trägt eine Straße in Rostock seinen Namen.